# Alberto Torriani
Alberto Torriani (Bollate, 3 de novembro de 1971) é um clérigo católico romano italiano, atual arcebispo de Crotone-Santa Severina.

## Biografia
Nasceu em Bollate, província e arquidiocese de Milão, em 3 de novembro de 1971.

### Treinamento sacerdotal e ministério
Após completar o processo de preparação para o sacerdócio no seminário arquiepiscopal de Milão, obteve o bacharelado em teologia.
Em 3 de outubro de 1999 foi ordenado diácono, em Sacconago, pelo arcebispo de Milão, cardeal Carlo Maria Martini, que também o ordenou sacerdote em 10 de junho de 2000, na catedral de Milão.
Depois da ordenação, foi nomeado vigário paroquial em Monza, na paróquia de San Biagio, onde foi responsável pela pastoral juvenil e escolar. Em 2008 foi também nomeado vigário das paróquias de Monza, Santa Gemma e San Pio X. Em janeiro de 2009 tornou-se vigário da comunidade pastoral “Ascensão do Senhor” em Monza. De 2010 a 2011 foi membro do conselho presbiteral da arquidiocese.
Em 1 de setembro de 2011 recebeu o cargo de reitor do Colégio Rotondi de Gorla Minore, enquanto em setembro de 2016 o de pró-reitor do Colégio San Carlo de Milão; em 10 de fevereiro de 2017 assumiu a gestão, sucedendo assim a Monsenhor Aldo Geranzani, falecido em 30 de janeiro.

### Ministério episcopal
Em 11 de dezembro de 2024, o Papa Francisco nomeou-o arcebispo de Crotone-Santa Severina; ele sucedeu Angelo Raffaele Panzetta, nomeado arcebispo coadjutor de Lecce. No dia 22 de fevereiro de 2025, recebeu a ordenação episcopal, na catedral de Milão, pela imposição das mãos do Arcebispo Mario Enrico Delpini. Os principais co-consagradores foram Paolo Martinelli, Vigário Apostólico da Arábia Meridional, e Michele Di Tolve, Auxiliar de Roma. Em 30 de março, ele tomou posse da arquidiocese em PalaMilone, em Crotone.